# 船橋市立高根台中学校
船橋市立高根台中学校（ふなばししりつ たかねだいちゅうがっこう）は、千葉県船橋市高根台にある公立中学校。

## 沿革
- 1961年 - 船橋市立高根台中学校として開校

## 著名な卒業生
- 富士乃真司（元大相撲力士）
- 荻上直子（映画監督）
- 市井紗耶香（元歌手）
- 勝呂壽統（元プロ野球選手）
- 原修太（Bリーグ千葉ジェッツ選手）